# Ганг-и-Савай
Ганг-и-Савай (перс. گنج سوایی‎, англ. Ganj-i-Sawai) — хорошо вооруженный торговый корабль, принадлежащий Великому Моголу Аурангзебу, который, наряду с сопровождающим его судном Фатех Мухаммед, был захвачен 7 сентября 1695 года английским пиратом Генри Эвери на пути от современного Йемена в Сурат.

## Захват корабля
В августе 1695 года Эвери на своём корабле «Fancy» достиг Баб-эль-Мандебского пролива, где объединился с четырьмя другими пиратскими кораблями, в том числе со шлюпом «Amity» под командованием Томаса Тью. Хотя флотилия Могола из 25 судов, направляющаяся в Индию, уклонилась от пиратского флота ночью, на следующий день пираты настигли «Ганг-и-Савай» и его эскорт «Фатех Мухаммед», которые отстали от основных сил.

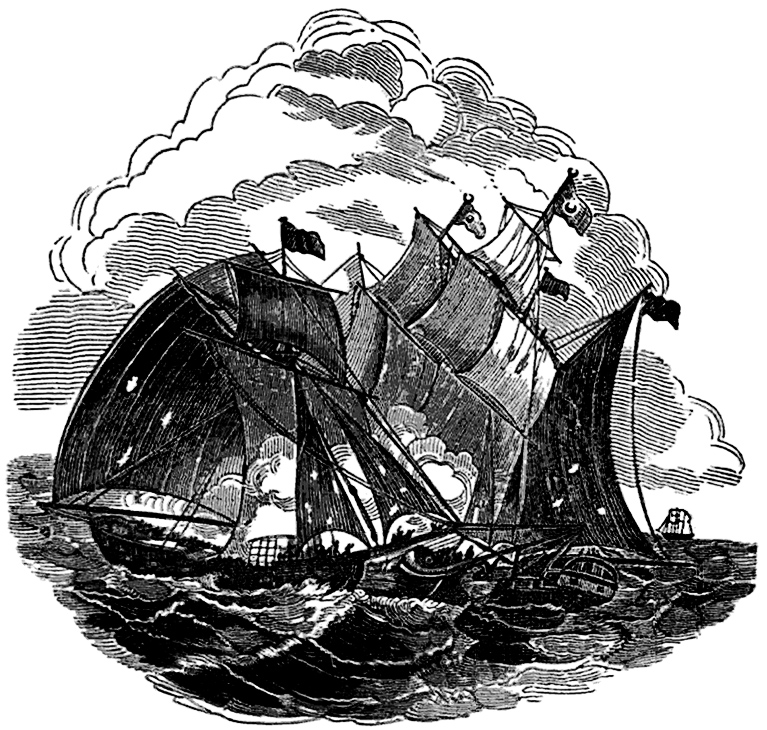
Генри Эвери захватывает корабль Великого Могола

Эвери и его пираты напали на «Фатех Мухаммед», который ранее отразил нападение "Amity", в ходе которого погиб капитан Тью. Возможно, запуганная 46 орудиями «Fancy» или ослабленная более ранним сражением с Тью, команда «Фатех Мухаммеда» почти не сопротивлялась, и Эвери, разграбив корабль вместе со своей командой, нашёл сокровища общей ценностью £50 000.
Затем Эвери устремился в погоню за «Ганг-и-Саваем». Погоня длилась 8 дней, при этом Эвери не позволял зайти индийцам в Сурат. «Ганг-и-Савай» был внушающим страх противником, будучи вооружённым 62 орудиями и неся на борту вооруженную мушкетами охрану численностью около тысячи человек. Но первый залп уравнял шансы обоих противников, так как взорвалось одно из орудий индийского судна, убив при этом нескольких его стрелков и вызвав панику и деморализацию среди команды, в то время как Эвери вёл прицельный огонь из всех орудий соответствующего борта. «Fancy» соприкоснулся бортом с «Ганг-и-Саваем», и пираты вскарабкались на палубу.
Последовало яростное рукопашное сражение, в котором бесчисленное множество пиратов потеряло 20 человек. Однако превосходство индийцев было сведено на нет их трусливым предводителем Ибрагимом Ханом, который бежал на нижнюю палубу и попытался скрыться среди своего гарема. После двух часов жестокого, но плохо организованного сопротивления индийцы всё-таки сдались.
Победив, пираты в течение нескольких дней повергали своих пленников в ужас, насилуя и убивая заключенных по собственному желанию, а также пытая их, чтобы вынудить их показать местоположение сокровищ на корабле. Пираты изнасиловали женщин на судне, и некоторые женщины совершили самоубийство, выпрыгнув в открытое море. Оставшихся в живых пленников перевели на борт нескольких судов, которые пираты оставили свободными.

## Добыча
Добыча с «Ганг-и-Савая» составила, по разным оценкам, от £325 000 до £600 000, включая 500 000 золотых и серебряных монет. Эвери и выжившие пиратские капитаны отправились в плавание на Реюньон, где поделили сокровища из расчёта, что каждому матросу достанется по £1 000, а также несколько драгоценных камней.